# Engelbert Ier de La Marck
Engelbert Ier de La Marck (mort à Bredevoort le 16 novembre 1277) est comte de La Marck de 1249 jusqu'à sa mort. Il appartient à la Maison de La Marck.

## Biographie
Engelbert était un fils du comte Adolphe Ier de La Marck de son mariage avec Ermengarde, fille du comte Otton Ier de Gueldre. Après la mort de son père en 1249, il devint comte de la Marck. Parce que son frère Otton de la Marck (nl), chanoine à Liège, est revenu dans la classe laïque peu de temps après, Engelbert a dû abandonner certains châteaux comme Altena et Blankenstein, ainsi que les terres attenantes. Cependant, la fragmentation des terres comtales a été stoppée par la mort d'Otton sans enfant en 1262. Dès lors, Engelbert reprit le contrôle de la totalité du comté.
Peu de temps après, il a commencé une querelle avec Engelbert II de Valkenburg, l'archevêque de Cologne. Cela a abouti à une série de batailles et les troupes des deux camps se sont mutuellement détruites. En 1265, les deux opposants ont finalement fait la paix. Il y eut un autre conflit avec le successeur d'Engelbert II, Siegfried de Westerburg, cette fois parce que Cologne essayait d'étendre son influence sur le Rhin et en Westphalie. En 1277, plusieurs dirigeants, dont Engelbert Ier, dirigés par Simon Ier de Lippe, évêque de Paderborn, conclurent une alliance contre l'archidiocèse.
La même année, Engelbert Ier de La Marck est pris en embuscade et grièvement blessé lors d'un voyage par le comte Herman II de Lohn. Il a été emmené dans son château de Bredevoort et y est mort le 16 novembre 1277 des suites de ses blessures. Son fils et successeur Everhard assiégea le château pour se venger et le fit détruire. Engelbert Ier a été enterré dans le Monastère de Cappenberg.

## Mariage et descendants
Sa première femme fut Cunégonde (décédée avant 1258), fille de Hendrik van Blieskastel. Ils ont eu au moins quatre enfants :
- Eberhard Ier (mort en 1308), comte de La Marck ;
- Sophia, épouse le comte Louis II de Ziegenhain ;
- Agnes, épouse Henri de Berg, seigneur de Windeck ;
- Richardis (morte en 1286), a épousé le comte Otton VI de Tecklenburg (nl).

De son second mariage avec Elisabeth (décédée en 1277), fille de Thierry II de Valkenburg et nièce de l'archevêque de Cologne, Engelbert II de Valkenburg, il eut au moins trois enfants :
- Adelheid a épousé le comte Otton de Clèves ;
- Mechtild, épouse le comte Floris van Berthout ;
- Gerhard, seigneur de Rodinchem.